# Wenigzell
Wenigzell är en kommun i distriktet Hartberg-Fürstenfeld i förbundslandet Steiermark i Österrike.
Kommunen består av fyra orter (Ortschaften) (inom parentes invånarantal 1 januari 2024):
- Kandlbauer (161)
- Pittermann (681)
- Sichart (227)
- Sommersgut (331)